# Miles in Tokyo
Miles in Tokyo ist ein Jazzalbum von Miles Davis. Es enthält einen Livemitschnitt aus der Kohseinenkin Hall in Tokio vom 14. Juli 1964 und erschien 1969 zunächst nur in Japan bei Sony Music Entertainment Japan. Erst 2005 wurde der Mitschnitt als Compact Disc in den Vereinigten Staaten und in Europa bei Columbia Records veröffentlicht.

## Hintergrund der Aufnahmen
Nachdem George Coleman (der noch im Februar 1964 beim Live-Album My Funny Valentine mitgewirkt hatte), die Miles-Davis-Band verlassen hatte, weil er nicht in dessen musikalische Entwicklung passte, war der Trompeter auf der Suche nach einem neuen Tenorsaxophonisten:

„Meine erste Wahl als Ersatzmann für George war Wayne Shorter, doch Art [Blakey] hatte ihn gerade zum musikalischen Leiter der Jazz Messengers gemacht. Also engagierten wir Sam Rivers. Dann gaben wir einige Konzerte in Tokio und Osaka.“

Dies geschah auf Empfehlung von Tony Williams, der ebenfalls aus Boston stammte. Mit 44 Jahren war Rivers bedeutend älter als jeder andere in der Band, aber Williams fand dies gut. Rivers war dann auch bei Davis’ erstem Livemitschnitt in Japan dabei; es blieben die einzigen Aufnahmen des Tenorsaxophonisten mit Miles Davis. Das Quintett spielte das damals bekannte Live-Repertoire, zumeist Jazzstandards.
Sam Rivers Spiel auf Live in Tokyo unterschied sich stark von dem Colemans auf den vorangegangenen Lps; Rivers, der mit der damaligen Jazzavantgarde arbeitete, war jedoch nicht willens, in der Standard Side zu spielen. „Es funktionierte nicht richtig mit Sam; es passte einfach nicht,“ meinte Herbie Hancock später. „Sam ist natürlich ein großartiger Musiker. Aber er war eben nicht das, wonach wir suchten. Wir waren dann aber sehr sicher zu wissen was wir suchten, was eben Wayne hatte.“
Miles Davis bestand darauf, dass der Mitschnitt nur in Japan veröffentlicht werden durfte.

## Titelliste
- Miles Davis: Miles in Tokyo (Columbia SONX 60064-R, SONX-60064-R[5])
  - A1 Introduction by Teruo Isono – 1:10
  - A2 If I Were a Bell (Frank Loesser) – 10:18
  - A3 My Funny Valentine (Richard Rodgers, Lorenz Hart) – 12:45
  - B1 So What (Miles Davis) – 7:50
  - B2 Walkin’ (Richard H. Carpenter) – 9:11
  - B3 All of You (Cole Porter) – 11:10
  - B4 Theme (Go-go) and Announcement – 1:19

## Rezeption

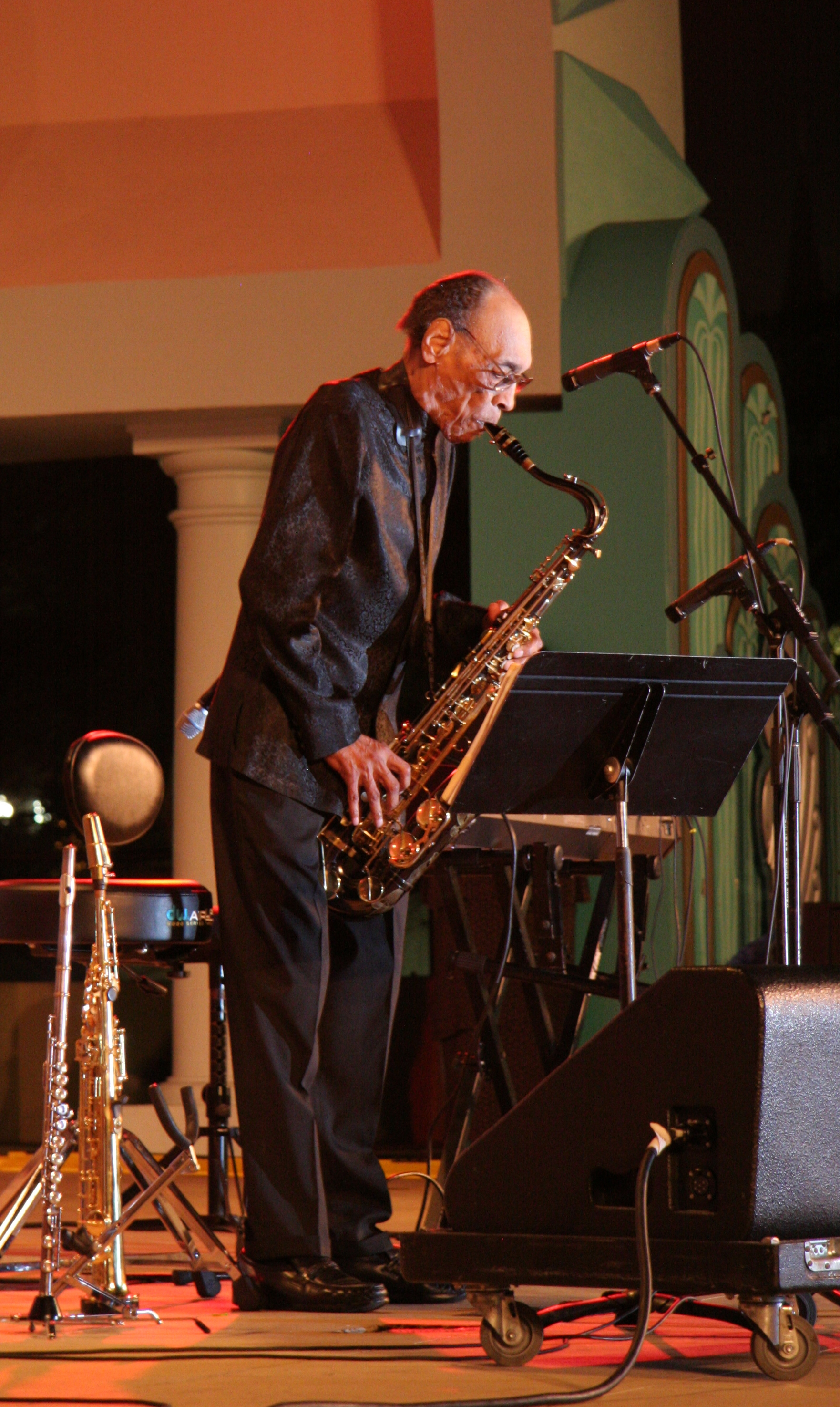
Sam Rivers (2008, Lake Eola, Orlando)

Germain Lineares schrieb in All About Jazz, Tenorsaxophonist Sam Rivers sei ein erfahrener und kühnerer Experimentator als sein Vorgänger George Coleman gewesen. Dennoch merke man bei dem Mitschnitt gelegentlich, warum Davis und Rivers nicht zusammenpassten. So spielte zum Beispiel Rivers in If I Were a Bell nach einem luziden und melodischen Statement von Davis absichtlich exzentrisch in sein Solo: „Er tut dies mit so viel Kraft, dass seine Bewegungen weder subtil noch nuanciert sind; sie sind auffällig.“ Dennoch zeige Rivers in dem einsam und düster klingenden My Funny Valentine größere Sorgfalt in der Songmelodie zu bleiben, ein Verfahren, das gut mit dem Rest der Gruppe mitschwingt. So What geht hier schneller vonstatten als in der Version auf Kind of Blue, erneut unterscheiden sich Davis und Rivers in ihren melodischen Spielhaltungen.
Dennoch ist es Miles Davis, der in Walkin’ seinen Stil wechselt und einige ruhelose Elemente in seine Herangehensweise legt. „Er jagt rasant und peitschend duerch sein Solo, Tony Williams zu einigen manischen Beats provozierend.“ Williams klinge für seinen Teil am besten in den Kontexten, die mehr out als in seien, und die Mitwirkung von Sam Rivers erlaube größere rhythmische Handlungsspielräume. Auch Herbie Hancock bringe in Walkin’ einige dissonante und interessante Momente ein. Im Finale All of You treffe man Miles Davis „gedämpft und lyrisch“ an, Rivers „wird aber gefügig“ und den Rest der Gruppe einen wunderbaren Groove erzeugen. Resümierend merkte der Autor an, Miles in Tokyo sei eine Abweichung gewesen, damit ein „seltenes Kleinod und es wert erworben zu werden.“
Scott Yanow vergab an das Album im Allmusic vier (von fünf) Sterne und meinte, Davis habe sich wenig um Rivers’ Avantgarde-Stil gekümmert und den beiden gelang es offenbar nicht, eine Verbindung zueinander zu entwickeln. Das Livealbum, das diese kurze Zusammenarbeit dokumentiert, sei aber von hoher Qualität, sowohl Davis als auch Rivers seien in guter Form, und die junge Rhythmusgruppe treibe den Trompeter an, seinen Stil weiterzuentwickeln.
Peter Wießmüller merkte zu dem Album an, dass Miles Davis’ Entscheidung, den Mitschnitt nur in Japan erscheinen zu lassen, nachvollziehbar sei, „denn die Balance innerhalb der Gruppe, und nicht zuletzt der Rhythmusgruppe, ist nicht immer ausgeglichen“. Dies gelte insbesondere für das Eröffnungsstück If I Were a Bell. Der Autor lobt dagegen die „traumwandlerische Sicherheit“ des Trompeters in My Funny Valentine, auch von Sam Rivers gebe es ein paar schöne Soli in dem Standard. Jedoch spielten Ron Carter und Tony Williams nicht immer zusammen. Eine Steigerung sei indes So What in dem die Rhythmusgruppe enorm swinge, und Rivers sehr viele freie Elemente in sein Solo einflechte. Einennochmalige Steigerung bekäme der Mitschnitt mit Walkin’; hier wirke Sam Rivers neben Miles Davis „sehr kontrastreich, aber auch etwas extravagant.“